# Monterrubio de la Serena (kommunhuvudort)
Monterrubio de la Serena är en kommunhuvudort i Spanien.   Den ligger i provinsen Provincia de Badajoz och regionen Extremadura, i den centrala delen av landet, 250 km sydväst om huvudstaden Madrid. Monterrubio de la Serena ligger 555 meter över havet och antalet invånare är 2 752.
Terrängen runt Monterrubio de la Serena är platt österut, men västerut är den kuperad. Terrängen runt Monterrubio de la Serena sluttar österut. Runt Monterrubio de la Serena är det glesbefolkat, med 13 invånare per kvadratkilometer. Närmaste större samhälle är Castuera, 18,0 km nordväst om Monterrubio de la Serena. Trakten runt Monterrubio de la Serena består till största delen av jordbruksmark.